# Giovanni Zaccaria Campeggi
Giovanni Zaccaria Campeggi (* 1448 in Mantua; † 10. Oktober 1511 ebenda) war ein italienischer Jurist und Hochschullehrer.

## Leben
Giovanni Campeggi wurde 1448 in Mantua geboren. Er war der Sohn von Bartolomeo Campeggi und Paola Cavalcabò. 
Sein Vater lehrte Zivilrecht in Bologna (1428–1434, 1438–1440 und 1443–1445). Im Jahr 1429 trat er dem Kollegium der Bologneser Juristen bei. 1445 floh er aus Bologna, nachdem die Verschwörung, die zur Ermordung von Annibale Bentivoglio geführt hatte, gescheitert war. Anschließend zog er nach Mantua, wo er kurz darauf Berater von Ludovico Gonzaga wurde. Die letzten sicheren Nachrichten über ihn scheinen aus dem Jahr 1464 zu stammen. 
Giovanni Campeggi promovierte am 30. März 1473 im Kirchenrecht und am 8. April 1473 im Zivilrecht, jeweils in Bologna.
Von 1475 bis 1483 hatte er mit Unterstützung seines Schwiegervaters Tommaso Tebaldi einen außerordentlichen Lehrstuhl für Zivilrecht in Pavia inne. Im Jahr 1483 wurde er, bereits mit beträchtlichem Ansehen verbunden, mit einem Gehalt von 450 Dukaten auf einen ordentlichen Lehrstuhl für Zivilrecht an der Universität Padua berufen, wo er der Gegner von Giasone del Maino und dann von Bartolomeo Socini war. Bis auf eine kurze Unterbrechung sollte er dort über fünfzehn Jahre lang praktizieren und zählte Diplovataccio und Gregorio Amaseo zu seinen Schülern. 
Im Konkurrenzkampf mit Jason, der 1485 nach Padua kam, verließ er 1487 Padua und ging mit seinen Schülern nach Bologna. Ende 1488 überwarf sich Jason mit Padua und Campeggi wurde in einer prunkvollen Zeremonie nach Padua zurückgeholt. Er übte zahlreiche wichtige Rollen sowohl in der Stadt Padua als auch in Venedig aus. 
Als 1503 sein Vertrag auslief, zog er nach Bologna zurück, wo sein Sohn Lorenzo bereits mehrere Jahre lehrte. Dort hatte er eine weniger wichtige Professur. Dort befasster sich mit Politik. Im Streit mit der Stadtregierung musste er 1511 Bologna verlassen, um nach Mantua zurückzukehren, wo er im selben Jahr starb. 
Er war mit Dorotea Tebaldi verheiratet und hatte fünf Kinder, darunter Kardinal Lorenzo und die Bischöfe Marco Antonio und Tommaso.